# Хверєдж
Хверєдж — село в Курахському районі Дагестану.
До райцентру 27 км. Знаходиться на межі з Агульським районом.
Хверєдж одне з старовинних аулів Курахського району. Точна дата виникнення невідома. Село щоразу відновлювалось після загарбників (в останнє це сталось після нашестя Надір-шаха).
З південного боку село захищала п'ятиповерхова сторожова башта. Башта була зведена з каменів чотирохметрової довжини. На одному з таких каменів було написано «Місто Хверєдж». На превеликий жаль башта та мечеть з 35 метровим мінаретом зруйнували «брати» комуністи-москалі, а каміння використали для будівництва школи. При мечеті діяла і мадресе. В башті завжди тримали гостре каміння та великі брили, і при необхідності спускали недругам просто на голови. До башти вели підземні ходи.
У селі збереглась легенда, як будувалась мечеть. Брати з тухума Хирчер декілька років поспіль збирали гроші на здійснення хаджу до Мекки. Перед самим відправленням пішов сильний дощ з градом. Всі дороги та мости розмило, і вони не змогли вибратись з села. Тоді вони на зібрані гроші найняли майстрів і наказали збудувати мечеть. Майстри з завданням впорались на відмінно. Висотна будівля прикрашала село до 30-х років.
З 100 дворів сьогодні залишилось 62. Через важкі гірські умови багато Хверєджців спустилися на рівнини в міста. Хверєджці люблять своє маленьке село і коли хтось із чужих питався в Хверєджця: «велике ваше село?», то він в знак незнання казав: «в нас сорок млинів».
| Росія | Це незавершена стаття з географії Росії. Ви можете допомогти проєкту, виправивши або дописавши її. |